# Храм Успения Пресвятой Богородицы в Гончарах
Храм Успения Пресвятой Богородицы в Гончарах (что в Спасской слободе;  что в Чигасах) — православный храм в Таганском районе Москвы. Относится к Покровскому благочинию Московской епархии Русской православной церкви. Является подворьем Болгарской православной церкви в Москве.
Главный престол освящён в честь праздника Успения Пресвятой Богородицы, придел — во имя святителя Тихона Амафунтского.

## История

### История района
Храм Успения Пресвятой Богородицы расположен за Яузой в районе большого Таганского холма. Это один из старейших московских районов. Он стал активно заселяться на рубеже XV—XVI веков, прежде всего за счёт выселенных из города ремесленников, занимавшихся огнеопасными промыслами: гончаров и кузнецов — бронников и котельников.
Первые упоминания о деревянном Успенском храме, построенном в слободе гончаров, относятся к началу XVII века. В это время Заяузье было ограничено с востока Земляным Валом, с единственными воротами на Таганской площади, а плотность населения района становится одной из самых высоких в Москве. Здесь очень компактно были расположены различные дворцовые ремесленные слободы, практически у каждой из них имелся свой храм. Именно по этой причине буквально напротив Успенского храма стоит Никольский, первые упоминания о котором относятся к 1632 году.

### Строительство храма
В 1654 году местные гончары построили себе новый каменный однопрестольный Успенский храм. В 1702 году Успенский придел был перестроен, на месте разобранного притвора была построена трапезная с приделом Тихона, епископа Амафунтского. Между 1764 и 1774 годами была построена трёхъярусная колокольня в стиле послепетровского барокко. В эти же годы храм приобрёл окраску, которую можно увидеть и ныне.
В оформлении церкви принимал участие изразцовых дел мастер Степан Полубес. В конце XVII века он жил в Гончарной слободе, неподалёку от храма. Здесь была расположена его мастерская, в которой он изготовлял изразцы. Полихромные изразцы Степана Полубе́са украшают придел и трапезную. На северном фасаде они образуют широкий фриз, южная сторона храма украшена отдельными вставками. На главе придела Тихона Амафунтского размещён один из излюбленных сюжетов Полубе́са — четыре евангелиста.

### Святыня храма
Главной святыней Успенского храма является чудотворная икона Божией Матери «Троеручица». Икона получила своё название в память исцеления Пресвятой Богородицей отсеченной руки святого Иоанна Дамаскина. В России эта икона почитается с давних времён, здесь пребывает немало списков с первоявленного образа, некоторые из которых также считаются чудотворными. В 1661 году один такой список был прислан из Афонского Хилендарского монастыря в дар Патриарху Никону и поставлен в 1663 году в Воскресенском Ново-Иерусалимском монастыре. В 1716 году с этого списка был снят другой список, с тех пор пребывающий в Успенском храме. Существует мнение, согласно которому, именно благодаря заступничеству этой святыни Успенский храм не закрывался даже в самые тяжёлые периоды российской истории и сохранил все свои колокола.
В настоящее время для облегчения доступа к иконе всех желающих на наружной западной стене храма в изразцовом киоте помещён ещё один список с этой чудотворной иконы.

### XIX и XX век
В 1812 году Успенский храм был разграблен войсками Наполеона, были сожжены дворы прихода. К 1836 году храм был восстановлен и частично перестроен. На северном фасаде сделали одно полуциркульное окно, появились новые главы и кресты, к колокольне пристроили южный портал. Внутри храма были объединены в один объём четверик, трапезная и пространство придела. Сохранившаяся до настоящего времени ограда храма была построена в начале XIX века. На рубеже XIX—XX веков на главах появились звёзды. Большая часть оформления интерьера храма относится ко второй половине XIX века. В 1898 году приделы храма перестраивал архитектор Л. О. Васильев. Иконостас оформлен в стиле XVII века, в нём сохранились старинные иконы XVII—XVIII веков.
В годы Советской власти храм не закрывался.
17 июля 1948 года по взаимной договорённости Русской и Болгарской Православных Церквей в этом храме было устроено Подворье Болгарской Православной Церкви

Около часу дня в храм Успения Божией Матери в Гончарах прибыла Болгарская церковная делегация во главе с Блаженнейшим Экзархом, Митрополитом Стефаном. Делегация была встречена приветственной речью бывшего настоятеля этого храма, протоиерея о. Николая Морозова. По окончании положенной церковной встречи и многолетий высоким церковным гостям Митрополит Николай обратился к Блаженнейшему Экзарху с кратким словом, в котором сообщал, что, по благословению Святейшего Патриарха Алексия, этот храм передается в качестве подворья Болгарской Православной Церкви. В своем слове он выразил мысль о том, что этот храм будет служить живой связью между двумя родными Церквами.
— Журнал Московской Патриархии
В 1949 году в храме были проведены реставрационные работы.
В 2015 году настоятель подворья архимандрит Феоктист (Димитров) сказал:

Болгар здесь немного, это остатки болгарской диаспоры, которая работала в Москве. Московские болгары живут в основном в районе улицы Красный Маяк, где сейчас строится храм в честь святителя Киприана, митрополита Московского. Добраться от Маяка до Таганки бывает тяжело из-за расстояния и из-за того, что у болгар воскресенье — это единственный выходной день в неделю. Большая часть прихожан — русские.

## Настоятели подворья
- архимандрит Мефодий (Жерев) (17 июля 1948—1950)
- архимандрит Максим (Минков) (1950 — конец 1955)
- архимандрит Афанасий (Бончев) (1955—1956)
- архимандрит Антоний (Костов) (1956—1960)
- архимандрит Стефан (Николов) (15 декабря 1960 — 15 сентября 1964)
- архимандрит Филарет (Игнатов) (1964—1968)
- епископ Крупнишский Григорий (Узунов) (1968—1972)
- архимандрит Нестор (Крыстев) (1972—1976)
- архимандрит Наум (Шотлев) (1977—1982)
- архимандрит Кирилл (Ковачев) (1982—1986)
- архимандрит Гавриил (Динев) (сентябрь 1986—1991)
- архимандрит Борис (Добрев) (1 июля 1991 — 1 ноября 2001)[12][13]
- епископ Проватский Игнатий (Карагёзов) (1 февраля 2004 — 7 января 2011)
- архимандрит Феоктист (Димитров) (c 1 марта 2011)

## Духовенство
- Настоятель храма — архимандрит Феоктист (Димитров)
- Протоиерей Владимир Голубцов
- Священник Алексей Себелев
- Священник Алексей Матвеев
- Диакон Сергей Калабин[14]